# Kloster Vaux-la-Douce
Das Kloster Vaux-la-Douce (Dulcis vallis) ist eine ehemalige Zisterzienserabtei in der Gemeinde Voisey im Département Haute-Marne, Region Grand Est, in Frankreich. Das Kloster liegt rund 14 Kilometer südlich von Bourbonne-les-Bains.

## Geschichte
Das 1111 von Adelheid von Lothringen gestiftete Kloster wurde verlassen und zur Grangie von Kloster Clairefontaine, das hier 1168 eine Tochterabtei errichtete. Damit gehörte Vaux-la-Douce der Filiation der Primarabtei Morimond an. Während der Französischen Revolution fand das Kloster 1791 sein Ende. Die Anlage verschwand in der Folgezeit fast vollständig.

## Bauten und Anlage
Die dem Apostel Bartholomäus geweihte Kirche der 25 Einwohner zählenden Ortschaft Vaux-la-Douce ist die 1720 errichtete Laienkapelle des Klosters, die nach der Revolution zum Schulhaus der früheren Gemeinde Vaux-la-Douce wurde und erst 1967 dem Kultus zurückgegeben wurde.